# خالد بن خليفة آل خليفة
الشيخ خالد بن خليفه بن دعيج آل خليفة هو أكاديمي ومؤرخ بحريني، عضو مجلس الشورى البحريني سابقا وفرد من أفراد الأسرة الحاكمة البحرينية. تقلد العديد من المناصب السيادية في مملكة البحرين. وبناء على الأمر الملكي السامي رقم (5) لسنة 2015، تم تعيينه كنائب لرئيس مجلس الأمناء والمدير التنفيذي لمركز عيسى الثقافي. كما يرأس مجلس أمناء مركز الملك حمد العالمي للتعايش السلمي، بناء على الأمر الملكي رقم (16) لسنة 2018. نشرت له العديد من الدراسات والبحوث المحكمة في التاريخ، وشارك في تقديم وكتابة العديد من المحاضرات والمقالات في السياسة والعلاقات الدولية وشؤون التعايش السلمي في مختلف المنتديات والجامعات والمحافل العربية والأجنبية.

## التعليم
تخرج من جامعة اسكس في المملكة المتحدة بدرجة دكتوراه الفلسفة في التاريخ ( التاريخ الاقتصادي ) 1988م.

## المناصب والوظائف

### المناصب السيادية
| 2018      | بموجب الأمر الملكي السامي رقم (16) لسنة 2018: رئيس مجلس أمناء مركز الملك حمد العالمي للتعايش السلمي، مملكة البحرين |
| 2016      | بموجب المرسوم الملكي رقم (54) لسنة 2016: عضو مجلس إدارة هيئة جودة التعليم والتدريب، مملكة البحرين |
| 2015      | بموجب الأمر الملكي السامي رقم (5) لسنة 2015: نائب رئيس مجلس الأمناء والمدير التنفيذي لمركز عيسى الثقافي، مملكة البحرين |
| 2002-2014 | بموجب الأوامر الملكية السامية رقم (15) لسنة 2002 ورقم (28) لسنة 2006 ورقم (15) لسنة 2010: عضوية متواصلة في مجلس الشورى، وانتخب رئيسا للجنة الشؤون الخارجية والدفاع والأمن الوطني بالمجلس في دورتي 2002-2006 و2010-2014، مملكة البحرين |
| 2003-2008 | بموجب قرار رئيس مجلس الوزراء رقم (7) لسنة 2003: عضو مجلس أمناء مكتبة الشيخ عيسى (مركز عيسى الثقافي حالياً)، مملكة البحرين |

### الوظائف الأكاديمية
| 2000-2002  | نائب رئيس جامعة البحرين للشؤون الأكاديمية والبحث العلمي مع التفويض للقيام بأعمال رئيس الجامعة |
| 1995-2000  | نائب رئيس جامعة البحرين للشؤون الإدارية والمالية                                              |
| 1992 -1995 | مدير قسم القبول والتسجيل (مسجل الجامعة) بجامعة البحرين                                        |
| 1988       | ترقى إلى درجة أستاذ مساعد لمادة التاريخ بجامعة البحرين                                        |
| 1981       | التحق بوظيفة محاضر لمادة التاريخ الحديث بجامعة البحرين                                        |

### العضويات
| 2019           | نائب رئيس مجلس أمناء المركز العربي لتمكين الشباب، المملكة الأردنية الهاشمية                                                              |
| 2018           | عضو فخري للشبكة الإقليمية للمسؤلية الاجتماعية                                                                                            |
| 2017           | رئيس مجلس أمناء ومؤسس منتدى البحرين للكتاب التابع لمركز عيسى الثقافي                                                                     |
| 2016           | بموجب قرار الأمين العام لجامعة الدول العربية: عضو لجنة الحكماء العرب المعنية بقضايا ضبط التسلح وعدم الانتشار النووي، جمهورية مصر العربية |
| 2016           | نائب رئيس مجلس أمناء تحالف عاصفة الفكر "تجمع مراكزالبحوث العربية"                                                                        |
| 2016           | بقرار من صاحب السمو الملكي الأمير الحسن بن طلال المعظم: عضو مجلس أمناء منتدى الفكر العربي، المملكة الأردنية الهاشمية                     |
| 2016           | العضوية الفخرية في الجمعية البحرينية لتسامح وتعايش الأديان، مملكة البحرين                                                                |
| 2016           | الرئيس الفخري عن مملكة البحرين، لمجلس الشباب العربي للتنمية المتكاملة، جمهورية مصر العربية                                               |
| 2015           | عضو لجنة الشؤون الأكاديمية الدولية بمركز أوكسفورد للدراسات الإسلامية، جامعة أكسفورد، المملكة المتحدة                                     |
| 1990-1994-2006 | عضو إداري وأمين سر ثم نائب رئيس منتخب لجمعية تاريخ وآثار البحرين، مملكة البحرين                                                          |
| 2005 +         | عضو مؤسس ورئيس مجلس أمناء جامعة الشهباء، الجمهورية العربية السورية                                                                       |
| 2005 +         | عضو مجلس أمناء معهد الرياديين والمبدعيين العرب، المملكة الأردنية الهاشمية                                                                |
| 2001           | عضو مجلس إدارة معهد المصرفيين التابع لقطاع البنوك، مملكة البحرين                                                                         |
| 2001 +         | رئيس جمعية الأكاديميين منتخب على المستوى الوطني، مملكة البحرين                                                                           |
| 1997-2001      | عضو المجلس الوطني للثقافة والفنون والآداب، مملكة البحرين                                                                                 |
| 1992-1998      | عضو اللجنة الوطنية لتقييم ومعادلة الشهادات، مملكة البحرين                                                                                |
| 1993-1994      | عضو مؤسس وعضو مجلس إدارة مركز تنمية السمع والنطق، مملكة البحرين                                                                          |
| 1988-1993      | عضو في لجنة الدراسات الاقتصادية والمالية، غرفة تجارة وصناعة البحرين، مملكة البحرين                                                       |
| 1991           | عضو مؤسس في اتحاد المؤرخين العرب، القاهرة، جمهورية مصر العربية                                                                           |

## حياته الشخصية
تزوج من الشيخة مي بنت أحمد آل خليفة، إحدى بنات عمومته من آل خليفه، ولهما من الأبناء 
- الشيخة منيرة.
- الشيخ أحمد.
- الشيخ خليفة.

## جوائز وأوسمة
- منح وسام المؤرخ العربي – بغداد 1988م.
- نال جائزة البحر المتوسط للثقافة والسلام لعام 2018، المؤسسة المتوسطية، إيطاليا [2]